# Пять долларов с изображением индейца
5 долларов США с изображением индейца (англ. Half Eagle Indian Head) — золотые монеты США номиналом в 5 долларов, которые чеканились с 1908 по 1929 год. На аверсе монеты расположена голова индейца, а на реверсе — белоголовый орлан — геральдический символ США. Изображение на монете не выпуклое, а вдавленное.

## История
Монета сменила 5 долларов с изображением Свободы, которые чеканились в течение 60 лет.
Изменение дизайна произошло во время президентства и с согласия Теодора Рузвельта, который по совету своего друга Биглоу решил произвести изменение в дизайне монеты.
Подготовленная бостонским скульптором Бела Праттом монета отличалась от всех своих предшественников тем, что элементы изображения на ней были не выпуклыми, а наоборот тиснёными. Данное изменение имело как свои положительные, так и отрицательные стороны. К «плюсам» можно отнести то, что тиснёное изображение практически не стиралось во время обращения монеты, в отличие от выпуклого. Монета могла находиться в обращении значительно дольше. Главным «минусом» стало накапливание грязи в элементах изображения. Она лишала монету эстетической привлекательности и могла быть источником передачи инфекционных заболеваний. Монеты в 2,5 и 5 долларов с изображением индейца являются единственными монетами США, изображение которых не выпуклое, а тиснёное.
Монета чеканилась с 1908 по 1916 годы, а затем после перерыва в 13 лет в 1929 году. Прекращение выпуска монет данного типа было связано с биржевым крахом 1929 года и последовавшей за ним «Великой депрессией». Относительно небольшое количество золота, поступавшее на монетные дворы использовалось для чеканки 20-долларовых монет. Отказ США от золотого стандарта привёл к прекращению выпуска золотых монет для широкого обращения.
Монета чеканилась на монетных дворах Филадельфии, Денвера, Сан-Франциско и Нового Орлеана. О происхождении монеты говорит буква слева от пучка фасций на реверсе:
- «D» — Денвер
- «O» — Новый Орлеан
- «S» — Сан-Франциско
- отсутствует — Филадельфия

## Изображение
Дизайн монеты полностью повторяет (за исключением обозначения номинала) аналогичную монету в 2,5 доллара.

### Аверс
На аверсе монеты изображён бюст индейца, по бокам от которого расположено 13 звёзд (по числу первых штатов). Сверху идёт полу круговая надпись «LIBERTY», снизу обозначение года выпуска. Над годом расположена монограмма создателя дизайна монеты «B.L.P.».

### Реверс
На реверсе монеты находится белоголовый орлан с расправленными крыльями — геральдический символ США, держащий в когтях пучок фасций и оливковую ветвь, которые символизируют государственное и национальное единство и желание мира. Сверху расположена полукруговая надпись «UNITED STATES OF AMERICA», а по бокам девизы «E PLURIBUS UNUM» и «IN GOD WE TRUST». Снизу обозначен номинал монеты «FIVE DOLLARS».

## Тираж
| Год  | Отчеканено в Филадельфии | Отчеканено в Денвере | Отчеканено в Новом Орлеане | Отчеканено в Сан-Франциско |
| ---- | ------------------------ | -------------------- | -------------------------- | -------------------------- |
| 1908 | 577 845 (167)            | 148 000              |                            | 82 000                     |
| 1909 | 627 060 (78)             | 3 423 560            | 34 200                     | 297 200                    |
| 1910 | 604 000 (250)            | 193 600              |                            | 770 200                    |
| 1911 | 915 000 (139)            | 72 500               |                            | 1 416 000                  |
| 1912 | 790 000 (144)            |                      |                            | 392 000                    |
| 1913 | 915 901 (99)             |                      |                            | 408 000                    |
| 1914 | 247 000 (125)            | 247 000              |                            | 263 000                    |
| 1915 | 588 000 (75)             |                      |                            | 164 000                    |
| 1916 |                          |                      |                            | 240 000                    |
| 1929 | 662 000                  |                      |                            |                            |

(в скобках обозначено количество монет качества пруф)
Суммарный тираж монеты составляет более 14 миллионов экземпляров.